# Bojan Bozović
Bojan Bozović (Podgorica, 1985. február 3.) montenegrói labdarúgó.

## Pályafutása

### Békéscsaba
Mindössze 19 éves volt, amikor Darko Canadić, a Békéscsabai EFC tulajdonosa Békéscsabára hívta a támadót. A támadó egy horvát menedzser, Joze Groselj közvetítésével került a Viharsarokba. Három előkészületi mérkőzés után – melyeken egyébként 4 gólt lőtt – Dajka László edző javaslatára szerződtették. A fiatal támadó első félévében nem igen került még a kispadra sem, inkább a ligacsapatban játszott. Egy ligabajnokin rúgott mesterhármasa után Dajka a következő fordulóban a kezdőcsapatba állította, s csapata legjobbja volt. Télen anyagi gondok miatt több labdarúgó távozott, Bozović azonban kitartott, s ősszel Pajkos János, majd Jakab Péter által dirigált csapat alapembere volt. A szezon során bár 1 gólt ért el, lendületes játékát dicsérni lehetett.

### Budapest Honvéd
A közben a Budapest Honvédnál szerepet vállaló Joze Groselj Piero Pininek is beajánlotta játékosát, aki próbajáték nélkül 4 éves szerződést kötött a szerb légióssal, a szintén Groselj által menedzselt francia  Abdou Tangarával együtt, akit a menedzser már Békéscsabára is beajánlott, s a 2004/2005-ös téli szünetben az alföldiekkel készült, de mivel nem állt pénz a klubhoz, ezért inkább Svájcba igazolt. 
Egyikőjük sem váltotta meg a világot, rendszerint csak csereként kaptak lehetőséget, azt is csak elvétve. 2005 telén szerződést bontott a Honvéddal, miután Aldo Dolcetti edző kitette a keretből, s Lengyelországba igazolt.

### Polonia Warszawa
Két hét próbaidő után szerződtette a Polonia Warszawa, ahol szintén nem jutott rendszeresen játéklehetőséghez. 2006 nyarán vitába keveredett klubjával, s  szerződést bontott. A közben Pinivel együtt  Dunaújvárosba kerülő Groselj új munkahelyére is elhozta a légióst, Ivan Katalinic edző azonban 2 edzőmeccs után elköszönt tőle. Az idénynek klub nélkül vágott neki a támadó, ám a Polonia vezetői vitatták szerződés bontásának jogosságát.

### Kaposvár
A támadót szezon közben Prukner László, a Kaposvári Rákóczi FC edzője több játékos ajánlására hallgatva próbajátékra hívta. A csatárhiánnyal küszködő Rákóczi szerződtette is a szerb csatárt, ám hiába vártak a játékosengedélyére. A volt klubja ugyanis nem volt hajlandó kiadni a játékosengedélyét, mondván, Bozović még mindig a Polonia játékosa. A kaposvári klub a Nemzetközi Labdarúgó-szövetséghez fordult, s az ügy hónapokig húzódott. A játékos így nem léphetett pályára a Rákócziban, de a csapattal készült, s fél plusz egyéves szerződést írt alá. 2006 októberében végre megérkezett a játékengedélye, azonban bemutatkozása egészen 2007. márciusig váratott magára, ekkor a DVSC-TEVA otthonában jutott szóhoz. Első kaposvári szezonjában végül összesen 5 alkalommal lépett pályára, ezek alatt gólt nem szerzett, s játékban is jócskán adós maradt, igaz rendszerint csak csereként kapott lehetőséget. A 2007/2008-as szezonban is kiegészítő embernek számít, mindössze a Magyar Kupában és a Ligakupában zörgette meg az ellenfelek hálóját. 2008 januárjában próbajátékon vett részt a Nyíregyházánál, ahol bár úgy tűnt számítanak rá, a nyírségiek nem kívánták kivásárolni élő szerződéséből, így maradt Kaposváron.